# Euphaedra katanga
Euphaedra katanga är en fjärilsart som beskrevs av Jacques Hecq 1980. Euphaedra katanga ingår i släktet Euphaedra och familjen praktfjärilar. Inga underarter finns listade i Catalogue of Life.